# Pfarrkirche Podersdorf am See

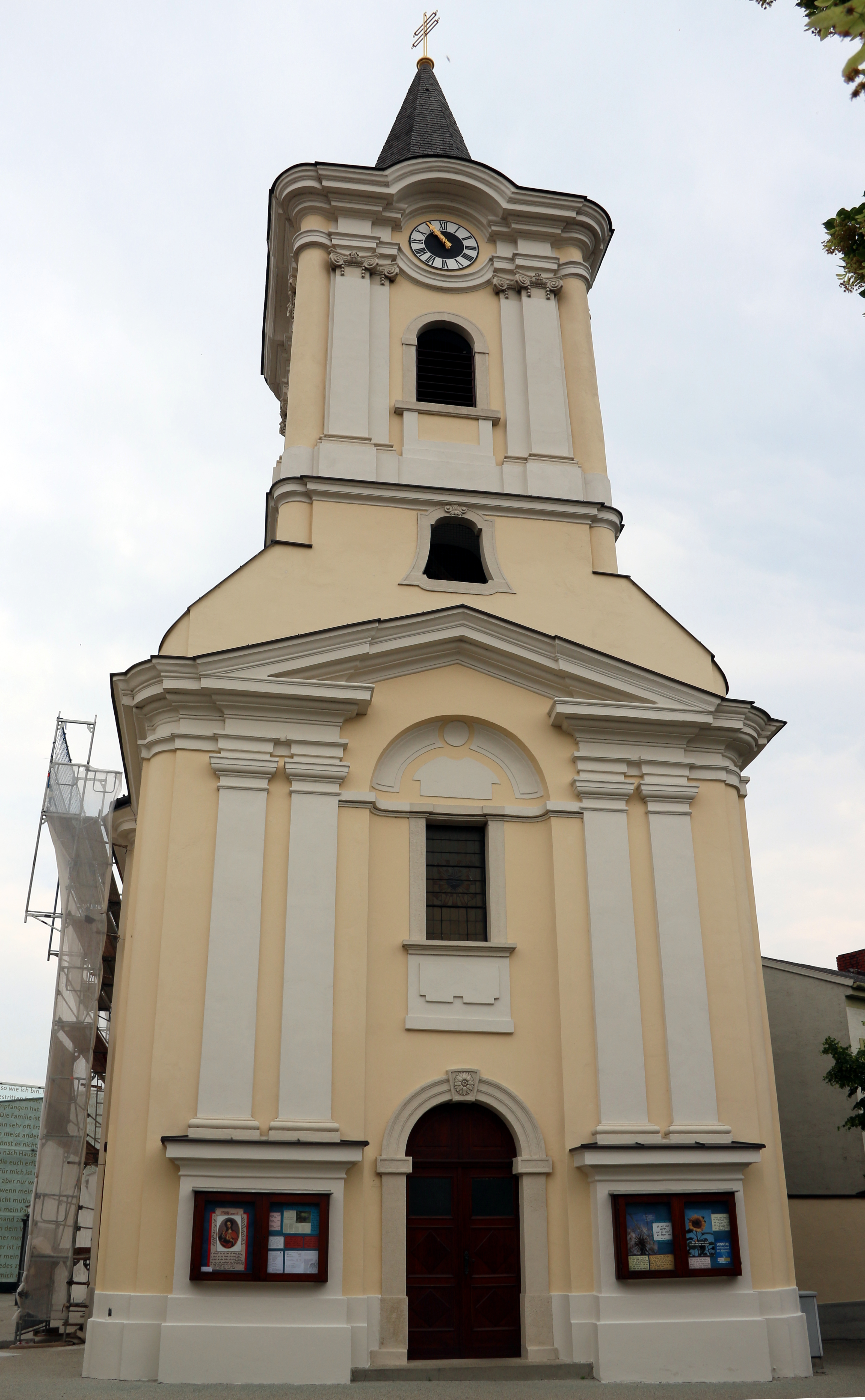
Pfarrkirche hl. Katharina in Podersdorf am See

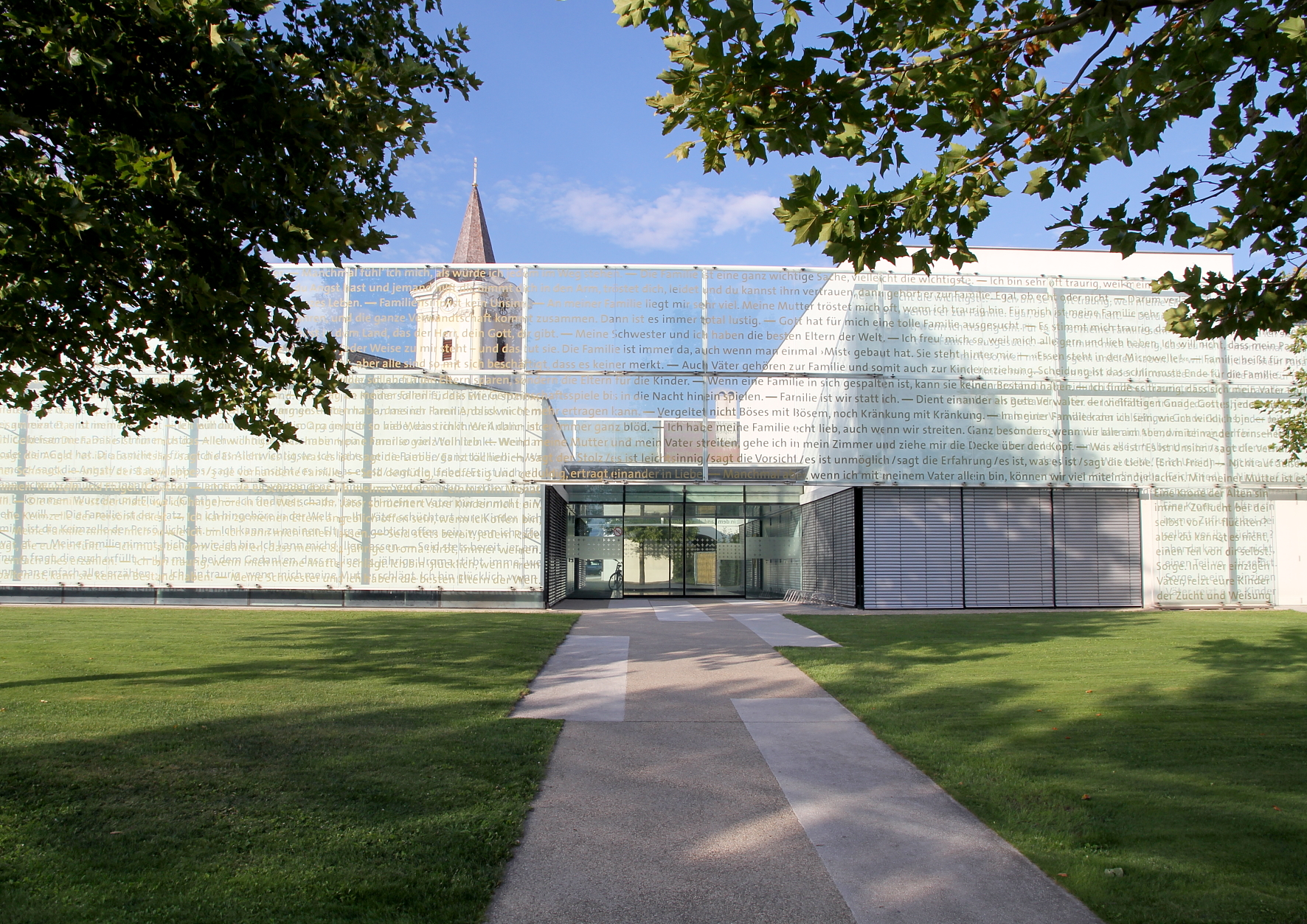
Pfarrzentrum und Pfarrkirche hl. Katharina in Podersdorf am See

Die römisch-katholische Pfarrkirche Podersdorf am See steht an der Seestraße in der Marktgemeinde Podersdorf am See im Bezirk Neusiedl am See im Burgenland. Die Pfarrkirche hl. Katharina – dem Stift Heiligenkreuz inkorporiert – gehört zum Dekanat Frauenkirchen in der Diözese Eisenstadt. Die Kirche steht unter Denkmalschutz.

## Geschichte
Die 1379 urkundlich genannte Pfarre war dem Stift Heiligenkreuz inkorporiert. Die alte Kirche wurde im Türkenkrieg (1683) zerstört. Der spätbarocke Neubau entstand nach den Plänen des Architekten F. A. Pilgram (?). 1951/1957 fand eine Restaurierung statt. Die Kirche erhielt von 1998/2002 ein neues Pfarrzentrum nach den Plänen des Architekturbüros lichtblau.wagner architekten generalplaner zt. Am 17. März 2002 wurde das Pfarrzentrum vom Abt Gregor Henckel-Donnersmarck gesegnet. Der Diözesanbischof Paul Iby segnete am 29. Juni 2002 den Altar. Die Orgel aus 1912 mit 8 Registern stammt von Gebrüder Rieger.

## Pfarrzentrum
Das neue Pfarrzentrum befindet sich in der Nähe und in baulicher Verbindung mit der spätbarocken alten Pfarrkirche, welche nun als Wochentagskapelle genutzt wird. Das Pfarrzentrum bildet der neue große Sonntagsmessraum mit Erschließungsräumen und Freiflächen mit einem Pfarrsaal und einem Pfarrheim. Die alte Kirche und das neue Pfarrzentrum werden nach außer weiters mit zwei 7 m hohen Glastafelfrontflächen optisch durchscheinend verbunden. Der Text in der Glasfläche stammt von Gemeindemitgliedern aus allen Altersstufen zum Thema Familie und wurde mit Bibelzitaten ergänzt.